# 腔鱷屬
腔鱷屬（學名：Stomatosuchus）是種大型鱷類，屬於新鱷類腔鱷科，體長約10公尺，生存於上白堊紀（森諾曼階）的埃及。與大部分其他鱷魚不同，腔鱷的食性難以確定。腔鱷的頭部平坦，口鼻部長而平坦，類似蓋子，牙齒長度為2到3公分。牠們的下頜類似鵜鶘，沒有牙齒。科學家認為下頜支撐者類似鵜鶘的囊部。無棘腔鱷的上頜，可用來抓住如小魚般的獵物，而水可從嘴部流出。研究人員認為腔鱷的顎部，不足以獵食大型脊椎動物。

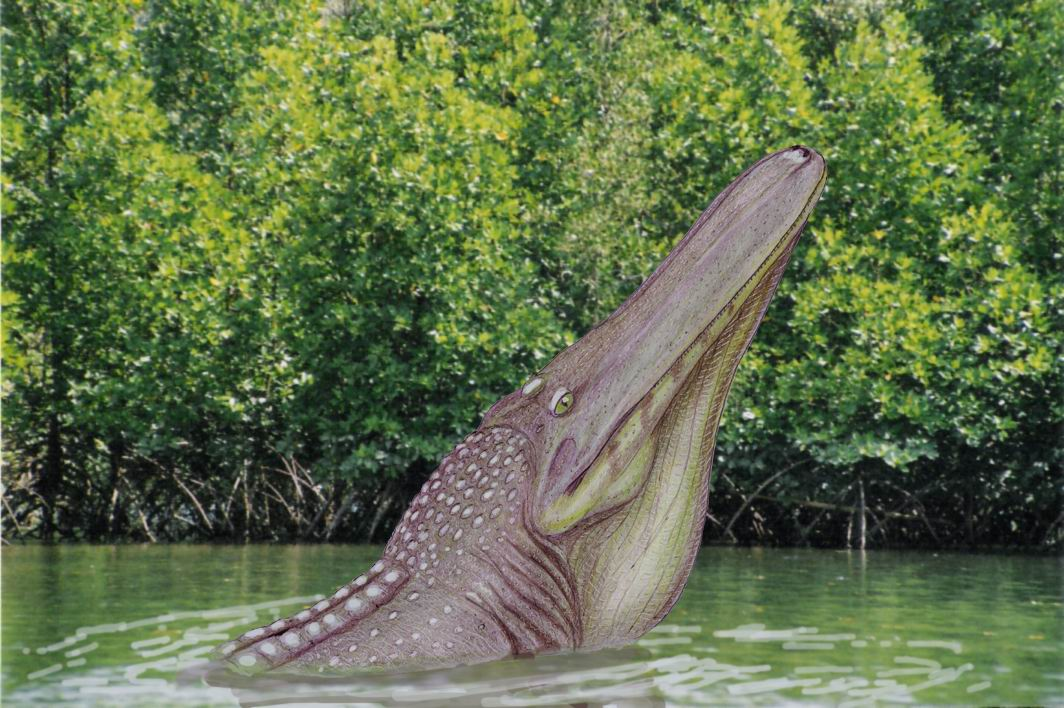
腔鱷的想像圖

因為腔鱷缺乏大型牙齒，牠們可能藉由體型與鱗甲來防衛自己。因為頭部相當笨重，牠們可能並非快速的游泳者。極可能只有雌性個體返回陸地以產卵。由於牠們的體型龐大、行動緩慢，在陸地上很容易被陸地掠食者攻擊，例如鯊齒龍科的鯊齒龍，或是阿貝力龍科的皺褶龍。
腔鱷的唯一標本是一個大型頭顱骨，是由德國古生物學家恩斯特·斯特莫（Ernst Stromer）所率領的挖掘團隊所發現，並存放在慕尼黑博物館。但在1944年時，遭到盟軍轟炸摧毀。

## 外部連結
- Mikko's Phylogeny Archive  （页面存档备份，存于）